# 街津口赫哲族乡
街津口赫哲族乡是中华人民共和国黑龙江省佳木斯市同江市下辖的一个民族乡。

## 行政区划
街津口赫哲族乡下辖以下村级行政区划单位：
街津口村、卫明村、卫国村、卫华村、卫星村和卫垦村。